# Precenico
Precenico (anche Precenico di Comeno, Prečnik in sloveno) è una frazione del comune di Duino-Aurisina, nel Friuli-Venezia Giulia.
La località è composta da due distinti agglomerati di piccole dimensioni (chiamati "Precenico Inferiore", in sloveno "Donji Prečnik", con 56 ab.; e "Precenico Superiore", in sloveno "Gornji Prečnik", con 48 ab.) posti su due vicine alture, a poche centinaia di metri dall'ex valico di confine italo-sloveno di San Pelagio. I due centri sono attraversati dalla strada provinciale che collega Malchina con San Pelagio. È abitata prevalentemente da una popolazione di lingua slovena.
A metà fra i due abitati vi è un monumento in memoria della lotta partigiana.
Intorno al paese troviamo numerosi sentieri, di cui uno ripercorre la via Gemina, che al tempo degli antichi romani collegava Aquileia a Fiume. Il bosco che circonda la cittadina presenta tipici tratti carsici.

## Storia
Nominato per la prima volta nell'urbario di Duino del 1494. Nelle vicinanze troviamo anche una lastra di pietra, con l'incisione in latino, risalente al '600. Il paese fu sede di un Comitato di Liberazione dopo il termine dell'occupazione tedesca.